# Kausativ (kasus)
 For alternative betydninger, se Kausativ. (Se også artikler, som begynder med Kausativ)
Kausativ er i grammatik en kasus, der angiver en årsag eller anledning til noget. Kausativ findes i det dravidiske sprog telugu og i det indianske sprog quechua og i det indoeuropæiske sprog tokharisk "B". På finsk findes kausativ som adverbialkasus, men er ikke produktiv. Udtryk i kausativ oversættes til adverbialled eller præpositionsled.